# カントー橋
カントー橋（カントーばし、ベトナム語：Cầu Cần Thơ / 梂芹苴）とは、ベトナム南部のヴィンロン省とカントー市とを結ぶ、メコン川最大の支流ハウ川（Hậu Giang / 後江またはSông Hậu / 瀧後）にかかる橋である。全長は2750メートル（主橋部分）あり東南アジアの斜張橋では最長の橋である。

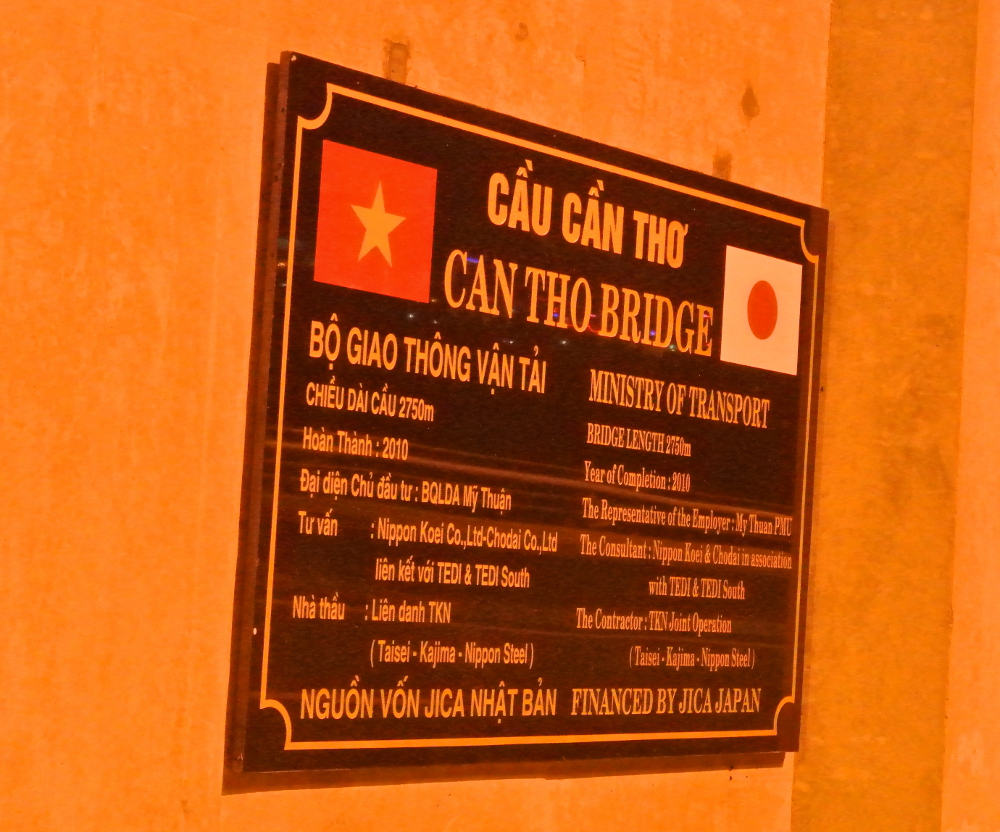
橋の銘板

## 建設の経過
ベトナムのファン・ヴァン・カイ首相（当時）が2004年（平成16年）9月25日に建設を計画し、2008年の終わりまでに完成させる予定だったが、崩落事故が発生しその影響で完成は遅れた（後述）。2010年（平成22年）4月24日にカントー橋は完成し、ベトナム政府による記念式典が行われ、グエン・タン・ズン首相、坂場三男駐ベトナム日本国特命全権大使も招かれ、盛大に祝われた。この橋の完成により、ハノイ〜メコンデルタ迄のベトナム国道1A号線の南北縦貫プロジェクトは完成した。
この計画には4兆8320億ドン（3億4200万米ドル・日本円で294億7,300万円）の費用が掛かり、日本のODA（特別円借款事業）で賄われた。この計画の請負業者は大成建設、鹿島建設、新日本製鐵（現：新日鐵住金）からなるJVである。
橋が出来る以前は、ベトナムの国道1号の線につながるメコン川の両岸の船着き場を、フェリーボートが大量の車両のピストン輸送を行っていたが、橋の完成によって、フェリーによるピストン輸送は幕を閉じた。

## 建設中の崩落事故

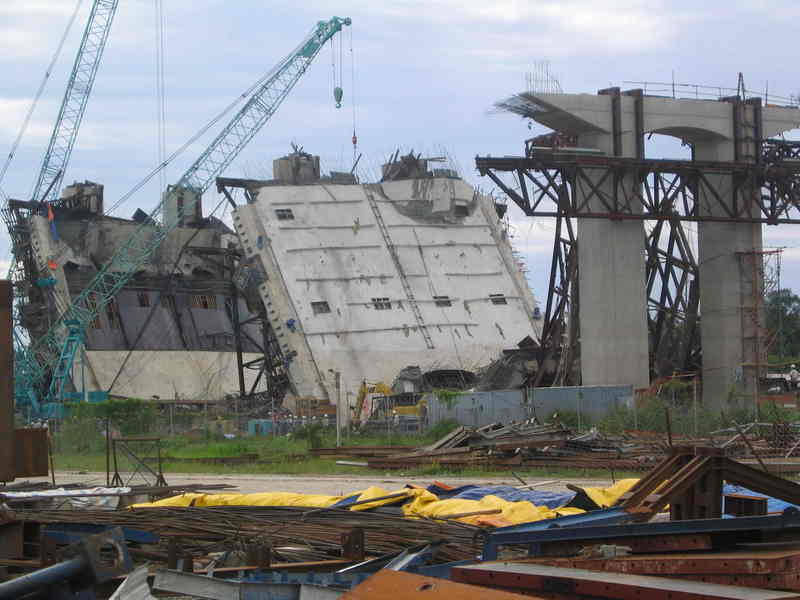
崩壊したカントー橋

カントー橋の工事中であった2007年（平成19年）9月26日、地上30mの位置にあった橋げたが崩壊する事故が発生。当時、250人の労働者が作業をしており、翌27日には52人が死亡し、140人が怪我をしたと報告された。なお、2008年（平成20年）8月11日時点では、死者は55人、負傷者は79人とされている。
10月4日、大成建設等のJVをはじめとする請負業者らは当面の補償金として90億ドンを拠出することを発表した（10億ドンを死亡者への弔慰金、負傷者への見舞金とし、残り80億ドンを遺児70人に対し18歳まで養育費を支給するための基金とする）。
このプロジェクトにコンサルタントとして参加していた日本工営のエンジニアは、プロジェクト責任者に2007年6月付けで、支保工系統が安全係数を満たさず作業条件が非常に危険であると、警告文を送付していた。また、別のエンジニアも2007年（平成19年）1月付文書で、仮支柱系統の施工にあたり、安全度の確認のための実験を求めている。
事故の原因を調査するため、ベトナム政府はカントー橋崩落事故調査国家委員会を設置。コンサルタントによる警告については、委員会の第2回会合で取り上げられ、施工を請け負ったJV側はその後、設計の見直しや補強工事を行ったと説明した。
2008年（平成20年）1月8日、事故調査国家委員会は、グエン・タン・ズン首相に崩落事故の調査結果について報告を行なった。この時点では最終結論を出すに至らなかったが、グエン首相は、施工方法の安全が確認できたものについて工事を再開することに同意した 。
事故調査国家委員会は、2008年（平成20年）7月2日に最終的な報告を公表した。この報告では、事故の原因は仮設支柱の支柱基礎が不等沈下したことであり、通常の設計においては予測困難であったと結論付けられた。なお、事故の責任の所在については、調査報告を踏まえ、ベトナムの関連当局が調査、検討を行うこととされた。
この最終報告を受け、工事は2008年8月に再開された。